# Imaginations from the Other Side
Imaginations from the Other Side peti je studijski album njemačkog power metal sastava Blind Guardian. Album je producirao Flemming Rasmussen.

## Popis pjesama
1. "Imaginations from the Other Side"  – 7:18
2. "I'm Alive"  – 5:29
3. "A Past and Future Secret"  – 3:47
4. "The Script for my Requiem"  – 6:08
5. "Mordred's Song"  – 5:27
6. "Born in a Mourning Hall"  – 5:12
7. "Bright Eyes"  – 5:15
8. "Another Holy War"  – 4:31
9. "And the Story Ends"  – 5:59

- Bonus pjesma

1. The Wizard  – 3:17 (samo Japan)
2. The Script for My Requiem (Demo verzija)  – 7:01 (samo Japan)

## Zasluge
Blind Guardian
- Hansi Kürsch - vokali i bas-gitara
- André Olbrich - glavna gitara i prateći vokali
- Marcus Siepen - ritam gitara i prateći vokali
- Thomas Stauch - bubnjevi

Ostalo osoblje
- Flemming Rasmussen - producent
- Andreas Marschall - omot albuma

## Vanjske poveznice
- Riječi pjesama